# 伊丹十三の古代への旅
『伊丹十三の古代への旅』（いたみじゅうぞうのこだいへのたび）は、1977年10月3日から同年12月26日まで東京12チャンネル（現・テレビ東京）で放送されていた紀行番組・教養番組である。放送時間は毎週月曜 22:00 - 22:30 （日本標準時）。
古代日本及び古代アジアをテーマにした番組で、俳優・エッセイストとしての活動が主だった頃の伊丹十三が出演。古代についての知識があまり無い人にも楽しんでもらうことをコンセプトに制作されていた。初回のサブタイトルは「赤い米、白い骨、青い鳥」。
伊丹の死後発売された『伊丹十三選集』第1巻『日本人よ!』には本番組を文章化し整理・再構成された「古代への旅」全13話が収録されている。